# Georg Rast

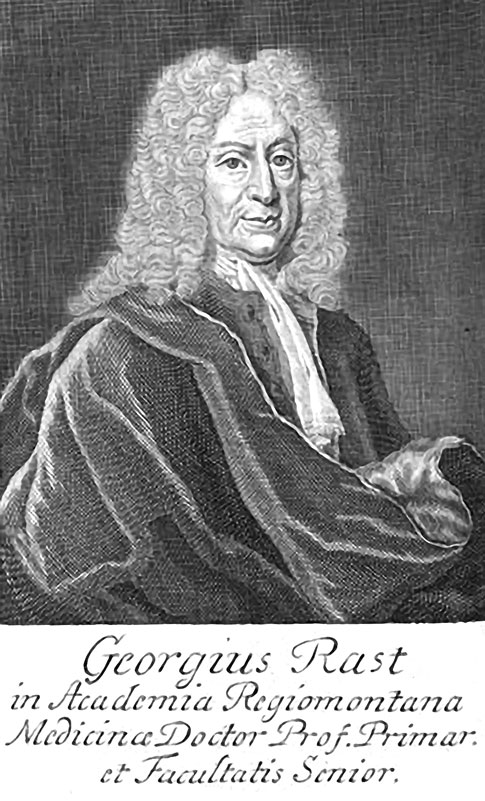
Georg Rast

Georg Rast (* 16. März 1651 in Königsberg; † 14. Januar 1729 ebenda) war ein deutscher Mediziner.

## Leben
Der Sohn des Diakons in Bartenstein und späteren Pfarrers der Steindammer Kirche in Königsberg Laurentius Rast und dessen Frau Anna Faber wurde am 4. Oktober 1661 als Georg Rostius, pauper an der Universität Königsberg immatrikuliert. Scheinbar war dies nur eine in der damaligen Zeit übliche Deponierung, denn ein weiterer Matrikeleintrag am 27. Mai 1669 könnte sein eigentlicher Studienbeginn an der Königsberger Hochschule gewesen sein. Allerdings lautet hier die Eintragung Georg Rast aus Bartenstein. Wenn dies richtig ist, dürfte es dieselbe Person sein, die sich im November 1670 an der Universität Rostock immatrikulierte. Nach seinen Studien scheint er eine Bildungsreise absolviert zu haben.
So immatrikulierte er sich am 4. Oktober 1678 an der niederländischen Universität Leiden, wo er am 10. November 1678 zum Doktor der Medizin promovierte. 1682 kehrte er nach Königsberg zurück, wo ihm eine außerordentliche Professur an der medizinischen Fakultät übertragen wurde. 1690 ernannte man ihn dort zum Adjunkten. Er wurde 1705 vierter ordentlicher Professor, 1707 zweiter und 1711 erster Professor. In jener Eigenschaft beteiligte er sich auch an den organisatorischen Aufgaben der Königsberger Hochschule. So war er in den Wintersemestern 1709/10 sowie 1711/12 Prorektor und in den Wintersemestern 1713/14, 1717/18, 1721/22 sowie 1725/26 Rektor der Alma Mater. 1728 wurde er emeritiert und starb nach dem Sturz von einer Treppe.

## Familie
Rast heiratete am 17. April 1679 Anna Katharina (* 21. März 1656; † 17. November 1723), Tochter des Königsberger Professors Georg Wosegin. Aus der Ehe gingen zwei Töchter und vier Söhne hervor darunter:
- Christian Friedrich Rast (24. November 1686 – 20. Mai 1741) wurde Mediziner.[3]
- Georg Heinrich Rast (7. August 1695 – 19. Juni 1726) wurde Mathematiker.[4]

## Werke
- Disputatio Medica de ascite. Königsberg 1679.
- Disp. de ebrietas medice considerata. Königsberg 1682.
- Disp. de usu Mercurri et medicamentis mercurialibus ab salivatione mercuriali. Königsberg 1705.